# سنگ‌نگاره لاخ مزار
سنگ‌نگاره لاخ مزار مربوط به دوران پیش از تاریخ ایران باستان تا دوران‌های تاریخی پس از اسلام است و در شرق ایران در شهرستان بیرجند، روستای کوچ واقع شده و این اثر در تاریخ ۹ آبان ۱۳۷۷ با شمارهٔ ثبت ۲۱۴۵ به‌عنوان یکی از آثار ملی ایران به ثبت رسیده‌است. خط این مجموعه باخط سنگ نگاره‌های کال‌جنگال همسان می‌نماید.

## مطالعات انجام‌شده
در کتاب «تاریخ ادبیات پیش از اسلام» نوشته احمد تفضلی راجع به چهار کتیبه باقی مانده از دوران اشکانی صحبت شده، که سه کتیبه در استان خراسان جنوبی قرار دارند که یکی از آنها کتیبه لاخ مزار است، که این سنگ نگاره لاخ مزار بیرجند، در پیرامون روستای کوچ و در فاصلهٔ ۲۹ کیلومتری جنوب شرقی بیرجند، واقع است. طبق تحقیقات انجام شده، خط این مجموعه با خط استفاده شده در نگاده‌های کال جنگال همسان می‌نماید. این سنگ‌نگاره سال ۱۳۷۱ مورد مطالعه قرار گرفته‌است.
این سنگ‌نگاره با نقش‌هایی در گروه انسانی، جانوری و گیاهی و کتیبه‌هایی شامل خطوط تصویری، پهلوی اشکانی، پهلوی ساسانی، فارسی و عربی و علامت‌ها و نشانه‌ها و سمبل‌هایی از مظاهر طبیعت را شامل می‌شود.
موضوعاتی که تا به حال شناسایی شده‌اند به ۳۰۷ مورد می‌رسد که شامل: ۲۲ مورد نقش انسان، ۳۳ مورد نقش جانور، ۲۲ مورد نقش گیاه، ۳۵ علامت و نشانه، ۴ مورد خط تصویری، ۸۱ مورد کتیبه پهلوی اشکانی و ساسانی، ۳۴ مورد کتیبه عربی، ۸ مورد کتیبه فارسی، ۶۷ مورد نقش‌هایی که ماهیت آن‌ها هنوز مشخص نیست. 
در میان انبوه نقش‌ها به نگاره‌هایی برمی‌خوریم که به‌طور استلیزه و بسیار ساده کشیده شده‌اند. ترسیم اشکالی بدین گونه به اعتقاد باستان‌شناسان از دوره فرهنگی «سولوتره ان» آغاز گردیده و تا آخر دوره فرهنگی «ماگدالنین» ادامه داشته‌است.

در این گزارش ادیتا خطوط ساده صلیبی‌شکل و کمانی‌شکل را انسان‌هایی دانسته و آن نقوش را که با نقوش انسان‌های استلسزه لاخ مزار شبیه اند با نقوش روی سنگ در نوادا کالیفرنیا مقایسه و هم‌زمان دانسته و قدمت آن‌ها را ۵۰۰۰ سال سال ق. م تا ۱۸۰۰ق. م ذکر کرده‌است. نوعی دیگر از شکل‌ها که به شکل شاخهٔ وارونه ترسیم شده‌اند به اعتقاد آقای ادیتا گروهی از انسان‌ها هستند که در یک خط پشت سرهم ایستاده‌اند. از دیگر نشانه‌های لاخ مزار که پیشینهٔ کهن دارند و ظاهراً هم‌زمان با نقش انسان‌های استلیزه ترسیم گردیده‌اند نقوش گیاهی هستند که آنان نیز به سبک استلیزه و ساده کشیده شده‌اند. هم‌زمانی این تصاویر از این جهت با تصاویر انسانی محتمل است که یکی از انسان‌های استلیزه از شاخه یکی از درختان آویزان نشان داده شده‌است.

## سواستیکا یا چرخ گردون در لاخ مزار

لاخ مزار

یکی از نقوش لاخ مزار علامت چرخ گردون است. کاربرد سواستیکا یا چرخ گردون در ایران سابقه طولانی دارد اشیای زیادی فهرست آثار تمدنی ایران در سایر مناطق جهان از ایران با نشانه صلیب و صلیب شکسته وجود دارد این نماد در دوره‌های حاکمیت مزدایی نیز در ایران ادامه داشته‌است در چند ناحیه ایران از جمله در کردستان و گیلان و خراسان بر دیوارهای سنگی کوه‌ها کنده شده سواستیکا یا چرخ گردون وجود دارد که قدمت آن را به بیش از ۷ هزار سال پیش از میلاد برآورد کرده‌اند. یکی از این دیوار نگارها در خراشاد بیرجند در دیواره کوه سنگ‌نگاره لاخ مزار است. حداقل یکی از سواستیکاهای آن سالم مانده‌است. بر این دیواره شکلهای متعددی کشیده شده که بعضی از آنها در اثر ترسیم‌های بعدی یا عمدی تخریب شده‌است. این نقوش و صدها عتیقه کشف شده در جغرافیای ایران که بر آن چرخ گردن نقش شده نشان می‌دهد که چرخ گردون نمادی که آیکون خورشید و مظهر چرخه زندگی و خوش شانسی است در ایران کاربرد بسیار کهنی دارد. حتی در خراسان در دوره اسلامی در برخی مناطق ایران و جنوب خراسان بر بازوان کودکان علامتی شبیه به سواستیکا از چوب تاگوک یا داغدان می‌بسته اندکه برای چشم زخم و سلامتی عنوان می‌شده‌است.

## برای مطالعهٔ بیشتر
- Livshits, V. A. "LĀḴ-MAZĀR". Encyclopædia Iranica. Retrieved 2016-04-12.
- "ایرنا - نظر باستانشناس ایرانی دربارهٔ کتیبه‌های لاخ مزار بیرجند". خبرگزاری جمهوری اسلامی. Retrieved 2016-04-12.
- لاخ مزار
- محمد تقی راشد محصل کتاب = کتیبه‌های ایران باستان| ناشر =دفترپزوهش‌های فرهنگی، صفحه= ۸۱، تاریخ =۱۳۹۰